# Classe Skjold
La classe Skjold est une série de 6 corvettes lance-missiles, apparentées à des navires d'attaque rapide, construites par Umoe Mandal pour la marine royale norvégienne entre 1997 et 2008. Elle se distingue par sa conception et ses propriétés atypiques, les navires sont en effet des catamarans à effet de surface propulsés par des hydrojets qui en font les navires de combat les plus rapides au monde, leur furtivité radar est particulièrement soignée. Ils doivent assurer des missions de souveraineté dans la ZEE norvégienne et sont équipés principalement pour la lutte de surface et la défense côtière, notamment grâce à 8 missiles antinavires.

## Développement

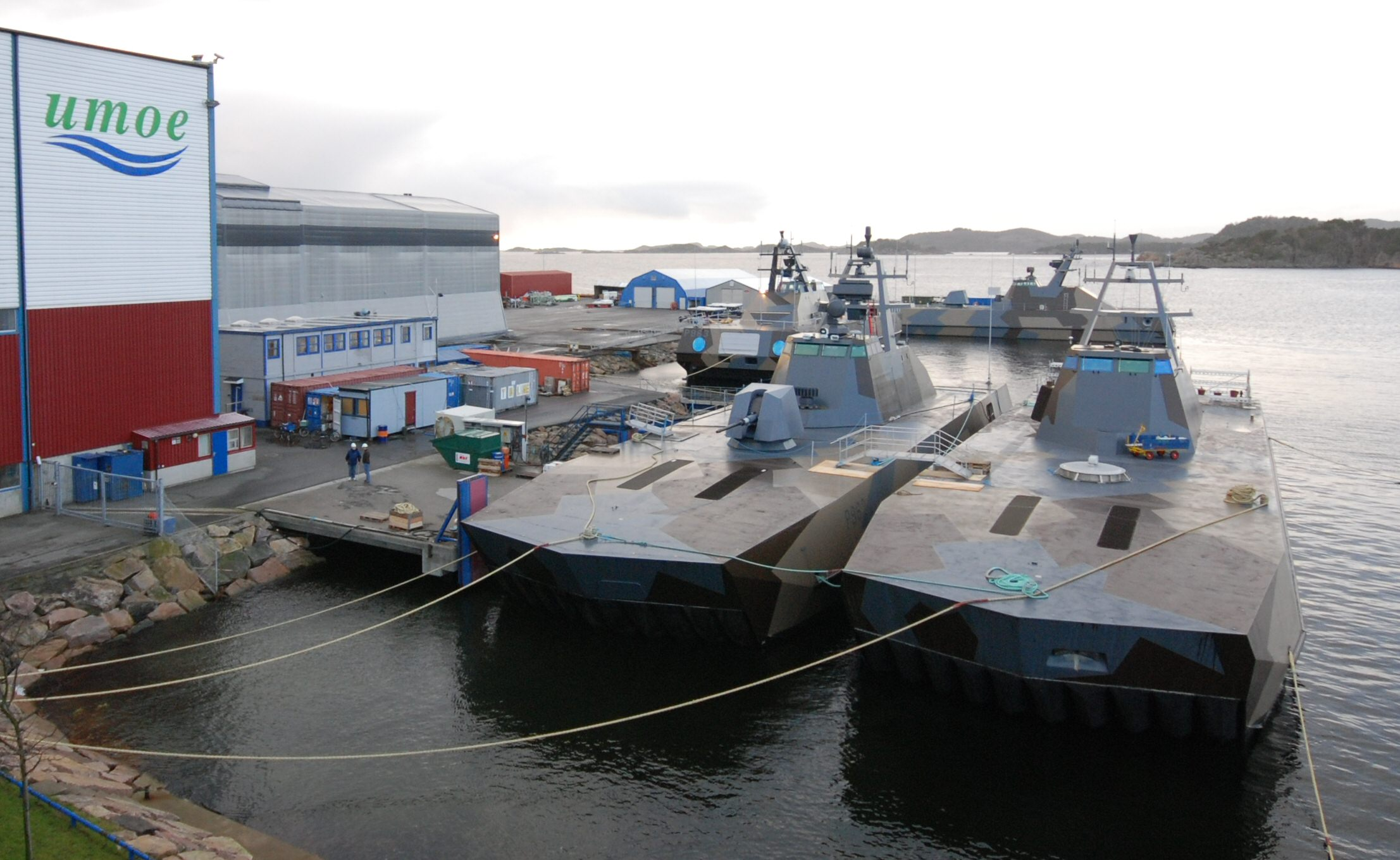
À gauche le Skudd avec systèmes et armements, à droite le Skjold sans.

À partir de 1990, plusieurs études sont effectuées pour tester différentes possibilités de conception nautique ; monocoque, catamaran et navire à effet de surface. C'est ainsi qu'un démonstrateur de 12 m utilisant cette dernière solution, le Njord, est lancé en 1993 par Kværner Mandal, il atteint les 40 nœuds aux essais. Le 1er juillet 1995, la marine norvégienne adresse une demande de projet à ce chantier naval, à Mjellem & Kaslen et Abeking & Rasmussen (en), Kværner est sélectionné le 30 août 1996 et reçoit une enveloppe de 235 millions de couronnes (36,7 millions de dollars) pour construire un navire de pré-série, baptisé P-960 Skjold. À la même époque, était envisagé le remplacement des classes Storm (en) et Snøgg (en) dans le cadre du programme SMP 6081, qui prévoyait entre autres la conception d'un patrouilleur capable de parcourir 800 nautiques à 40 nœuds et utilisant le système de combat Senit. Ce programme est par la suite abandonné mais le Skjold adoptera ces propriétés. La fabrication du navire commence un an plus tard, en août 1997, et le lancement a lieu le 22 septembre 1998, il est dépourvu de système, armement et senseur, embarquant en lieu et place 46 tonnes de lest de sable pour simuler leur présence. Commissionné par la marine en avril 1999, il subit une période d'essais se poursuivant jusqu'en 2000, puis une période d'évaluation de 13 mois avec l'US Navy. Pendant ce temps, le gouvernement envisage la fabrication de 5 unités supplémentaires, mais il fait face aux choix stratégiques de la marine et à des impératifs financiers, le programme ayant par ailleurs dépassé d'environ 10% le budget initial. En juillet 2003, un accord est trouvé avec le constructeur (devenu Umoe Mandal (en) en 2000) ainsi qu'un consortium d'industriels comprenant Kongsberg, DCN, Thales et plusieurs autres fournisseurs sur une somme de 637 millions de dollars, incluant le rééquipement du Skjold au standard opérationnel. L'année suivante un contrat est conclu sur cette base, toutefois la marine continue de s'y opposer jugeant le programme hors de ses moyens compte tenu des objectifs qu'elle doit financer, elle le considère par ailleurs d'un intérêt militaire limité. Finalement, le gouvernement passe outre ces objections et la construction des 5 navires débute en 2007, ils n'entrent progressivement en service qu'à partir de 2010, du fait du manque de fonds, mais le dernier est finalement réceptionné en novembre 2012.

## Caractéristiques structurelles
Les Skjold sont des catamarans à effet de surface de 47 m de long et 13 m de large pour 274 tonnes à pleine charge. Entre les deux coques se trouve un coussin d'air qui, lorsqu'il est gonflé par l'action de 2 souffleries (chacune motorisées par un diesel MTU V12 TE92 de 735 kW), permet de réduire le tirant d'eau des navires de 2,3 m à 90 cm. Cette particularité leur confère plusieurs avantages : la possibilité de naviguer dans des eaux peu profondes, une vulnérabilité limitée aux mines, une bonne stabilité mais surtout une résistance plus faible à l'eau et aux vagues indispensable pour accéder à la vitesse de 60 nœuds (plus de 110 km/h). La puissance cumulée de 12 MW nécessaire à cette rapidité, inégalée sur un navire de combat, est produite par 4 turbines à gaz Pratt & Whitney et transmise par 2 hydrojets KaMeWa 80S2. L'allègement de la coque et de la structure par l'utilisation de matériaux composites comme la fibre de verre et la fibre de carbone y contribue également. Par ailleurs, les propriétés de ces matériaux participent à la furtivité des navires par la réduction de leurs signatures radars, magnétique et infrarouge. D'autres procédés sont employés à cette fin, notamment la diminution de la surface équivalente radar par l'usage de formes furtives : aspect épuré, pas d'angle à 90°, jointures des portes, trappes et fenêtres réduites. En revanche, cette discrétion est atténuée par le système à coussin d'air, très bruyant et générant un nuage d'eau pulvérisée dans son sillage qui se remarque de loin. Il est de plus couteux à fabriquer et à entretenir,,.

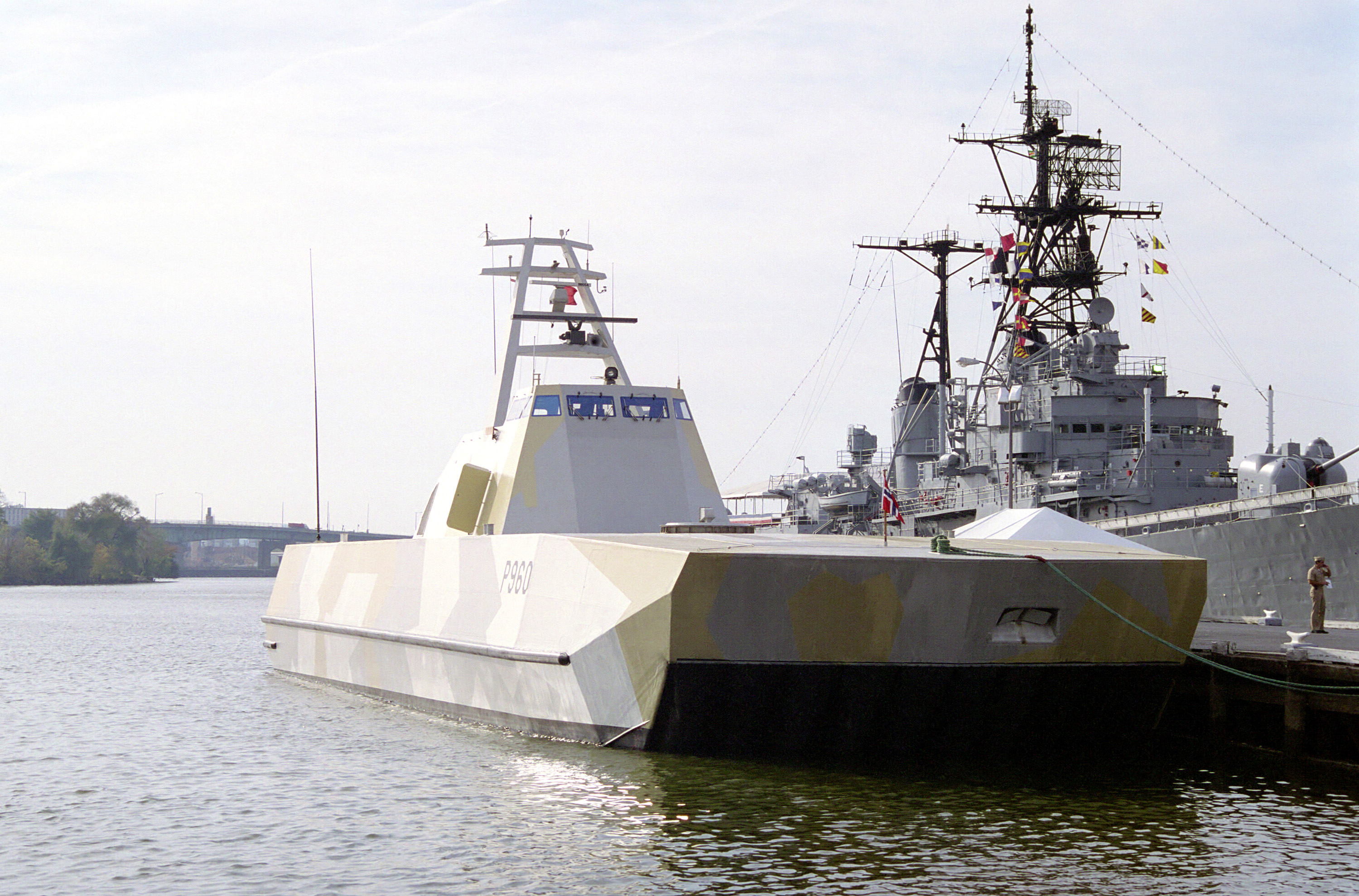
Le KNM Skjold, coussin d'air « au repos ».
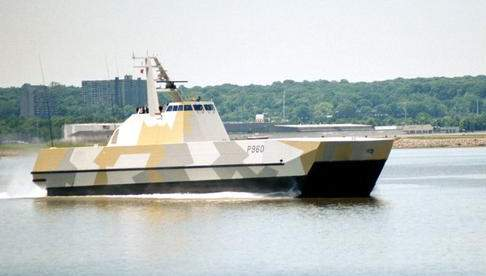
Le même, coussin d'air gonflé aux essais.

## Armement et systèmes
La puissance de frappe des Skjold, relativement importante pour leur tonnage, est structurée autour du système de combat Senit 2000, conçu par DCN (aujourd'hui DCNS). L'entreprise française fournit également les liaisons de données tactiques 11 et 16 permettant aux corvettes d'échanger des informations avec d'autres vecteurs aériens ou navals et, par ce biais, de reconnaitre leur environnement. Mais cette fonction est principalement réalisée par leurs propres senseurs ; à savoir un radar polyvalent de surveillance aérienne et de surface Thales MRR-3D-NG (avec IFF associé), un radar de navigation Litton et un radar de conduite de tir Saab Tech Ceros 200. Ils assurent la mise en œuvre de l'armement, dont la composante principale sont les 8 missiles antinavires NSM fabriqués par Kongsberg, d'une portée supérieure à 150 km. Ils sont logés dans 2 casiers situés derrière le château, rétractés à l'intérieur du navire (de façon à préserver la furtivité radar de celui-ci). Lors d'un tir, ils s'ouvrent vers le haut sur un axe oblique à la marche, l'évacuation des gaz se fait par une trappe à l'arrière. On trouve ensuite un canon de 76 mm OTO Melara à tir rapide (120 coups par minute) portant jusqu'à 16 km, il peut engager des cibles de surface ou aérienne. La défense antiaérienne est complétée par un lanceur double Simbad pour missiles sol-air Mistral à guidage infrarouge d'une portée de plus de 6 km, placé sur le pont derrière la passerelle. Enfin, en dernier recours, sont installés plusieurs systèmes de contre-mesures, notamment un radar EDO CS3701 assurant les mesures de soutien électronique (ESM) et l'alerte radar. Il est combiné avec un lance-leurres Rheinmetall MASS dont les 32 charges couvrent tout le spectre électromagnétique (radar, infrarouge, ultraviolet, laser, optique),,.

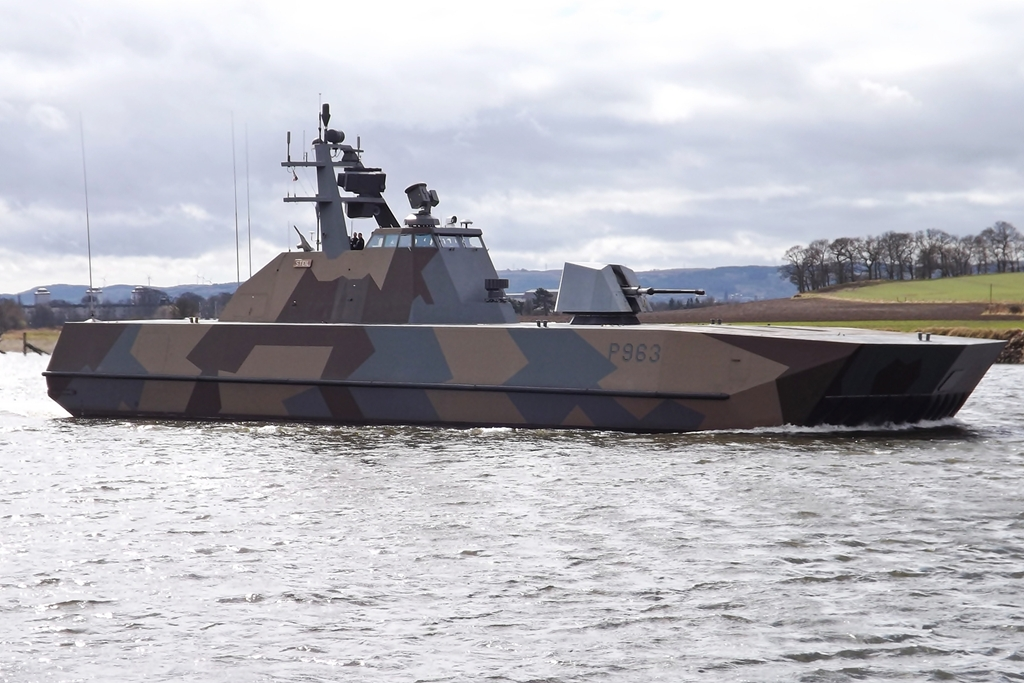
Le canon de 76 mm à l'avant, le MASS devant la passerelle, la conduite de tir sur son toit, le radar 3D dans la mâture.
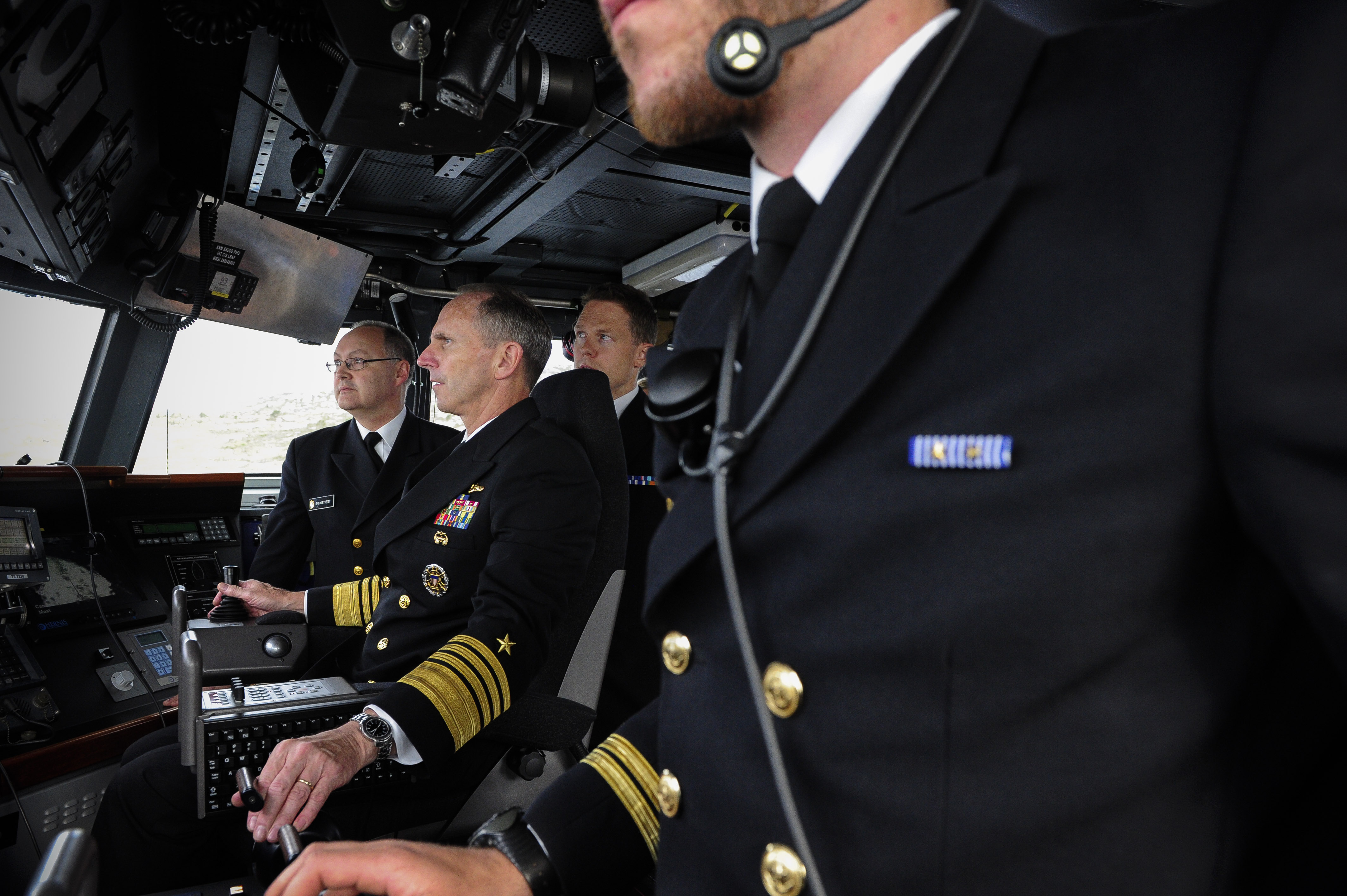
La passerelle du KNM Skudd.
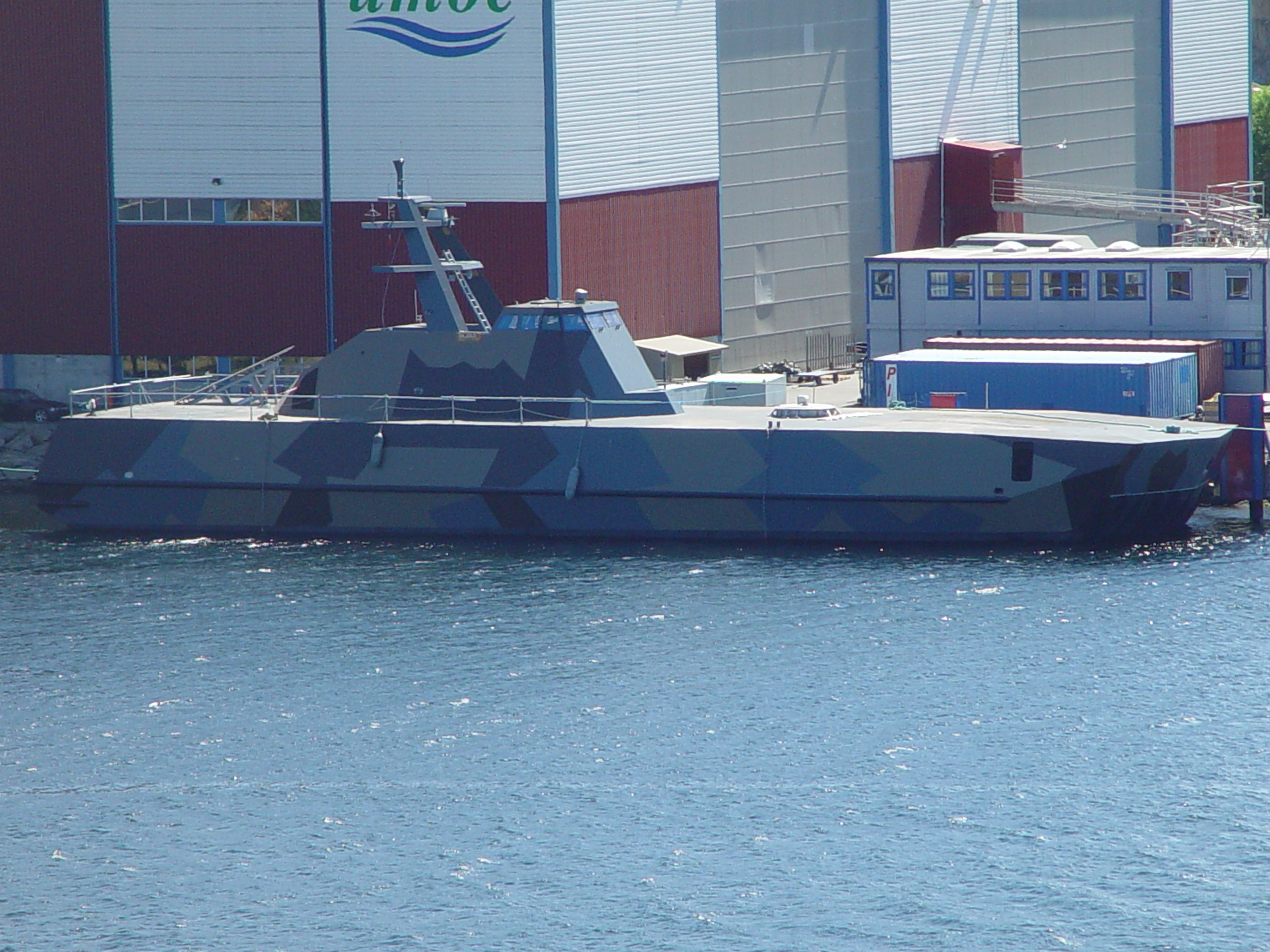
Le KNM Skjold, un casier à missiles (vide) ouvert.

## Doctrine d'emploi

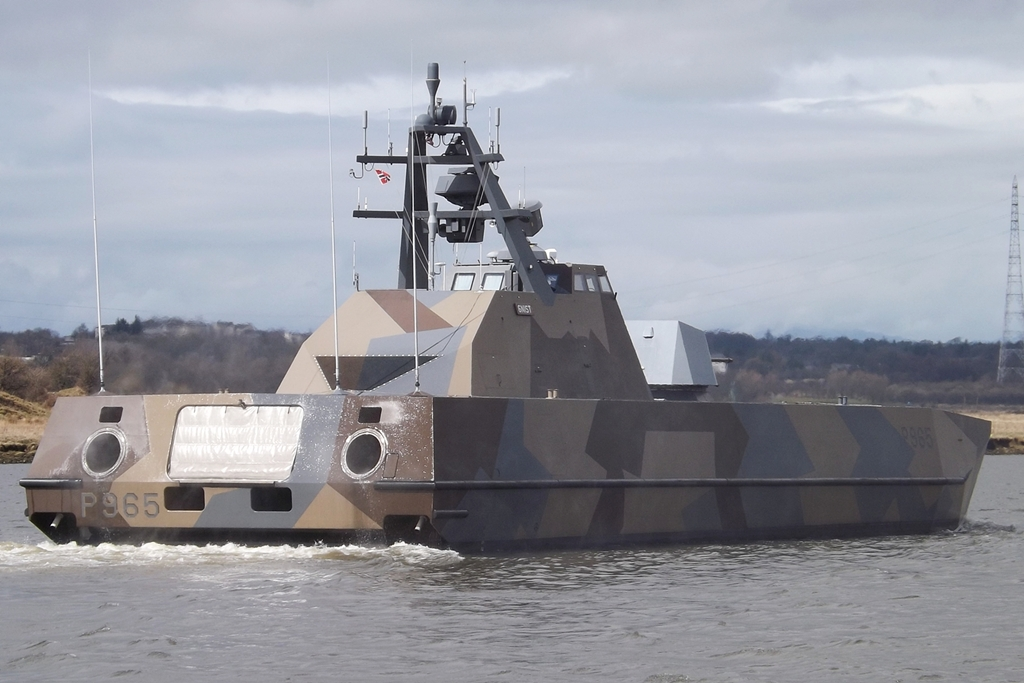
L'arrière du KNM Gnist

En temps de paix, les Skjold sont utilisés comme des patrouilleurs rapides, ils accomplissent des missions de souveraineté au sein de la zone économique exclusive norvégienne, comme la police des mers et de la navigation, le contrôle de la pollution maritime, le sauvetage. Ils ne sont cependant pas bien adaptés et trop sophistiqués pour ce type de tâches (vis-à-vis d'un OPV par exemple), ils sont en effet avant tout conçus pour le combat naval. Dans cette fonction, ils doivent mettre à profit leurs capacités de dissimulation, leur rapidité et leur puissance de feu pour des missions de protection côtière, d'interdiction d'accès aux menaces de surface et d'interception de navires. La coopération avec les autres composantes des forces est alors mise à profit et permet l'intégration à des opérations interarmées et à des escadres, autorisant de ce fait le convoyage comme escorteur, cela reste néanmoins limité par les 2 semaines et les 1 500 km d'autonomie des corvettes. Par ailleurs, leur utilisation sera aussi restreinte par le fait que la valeur qu'elles représentent les écartent du rôle généralement attribué aux navires d'attaque rapide, peu coûteux et donc lancés en nombre sans appréhension des pertes probables. Tactiquement, elles peuvent manœuvrer en exploitant les particularités du littoral norvégien, parsemé de Fjords et de reliefs élevés, où elles s'abritent et n'en sortent que pour tirer leurs missiles sur leurs cibles (potentiellement reconnues par des sources tiers). Le but étant de surprendre l'adversaire et de percer plus facilement ses défenses, aussi élaborées soit elles, en réduisant son temps de réaction.

## Navires
| Nom        | N° de coque | Pose de la quille | Lancement         | Entrée en service | Informations & statut                             |
| ---------- | ----------- | ----------------- | ----------------- | ----------------- | ------------------------------------------------- |
| KNM Skjold | P-960       | Août 1997         | 22 septembre 1998 | 19 avril 1999     | Modernisé, en service depuis le 10 septembre 2010 |
| KNM Storm  | P-961       |                   | 2007              | 10 septembre 2010 | En service                                        |
| KNM Skudd  | P-962       |                   | 2007              | 28 octobre 2010   | En service                                        |
| KNM Steil  | P-963       |                   | 2007              | 30 juin 2011      | En service                                        |
| KNM Glimt  | P-964       |                   | 2008              | 29 mars 2012      | En service                                        |
| KNM Gnist  | P-965       |                   | 2008              | 8 novembre 2012   | En service                                        |